# SNCF BB 67000
Die dieselelektrischen Lokomotiven der Baureihe BB 67000 wurden zwischen 1963 und 1969 für die französische Staatsbahn SNCF gebaut. Hersteller der 194 Maschinen war das Werk von Brissonneau & Lotz in Aytré. Unterbauarten sind die BB 67200 (Umbauten aus BB 67000) und BB 67300 (teilweise Umbauten aus BB 67000).

## Geschichte und Technik

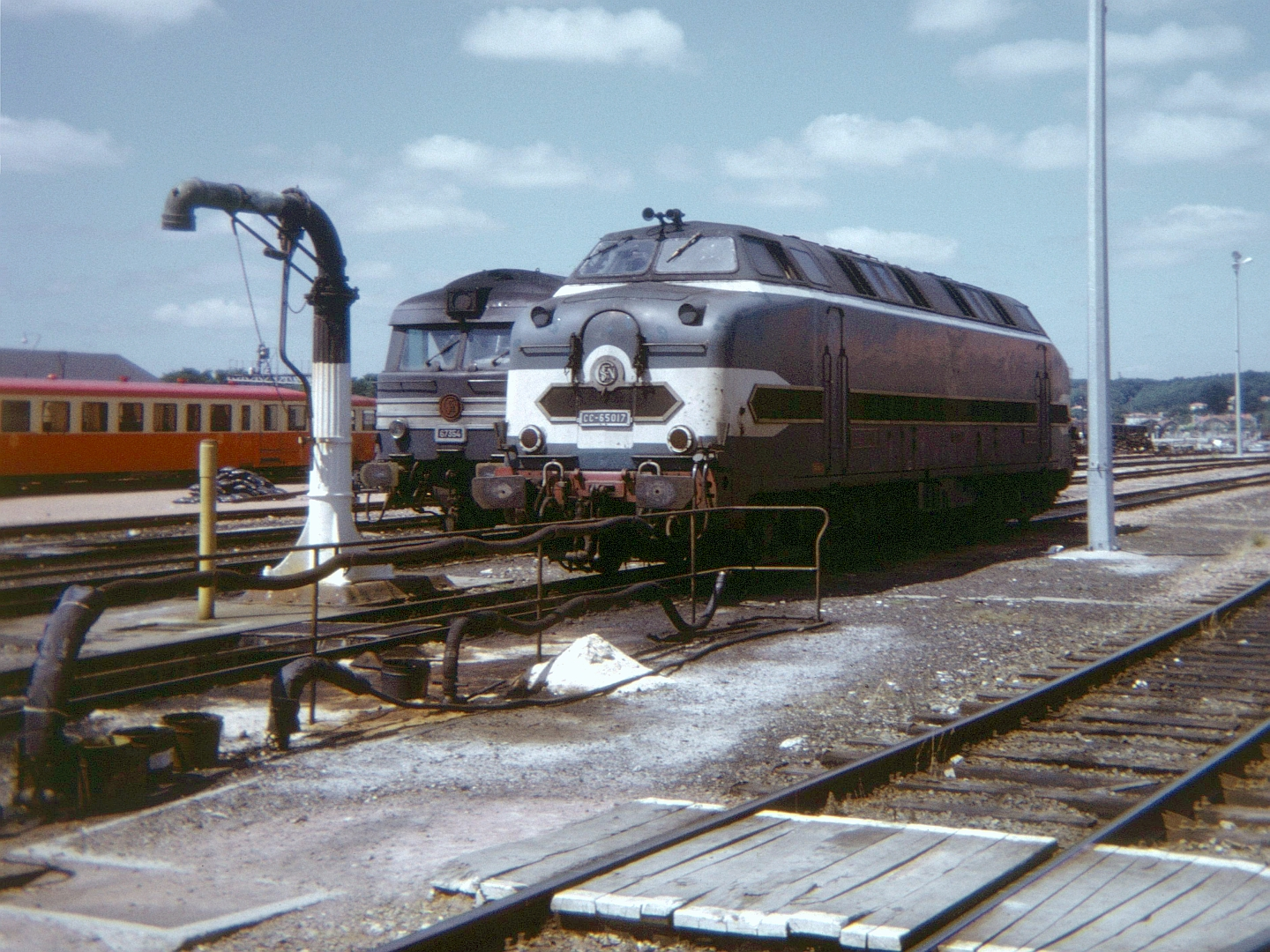
CC 65017 in Saintes, dahinter BB 67354 mit rundem SNCF-Logo, 1974

Da die SNCF die Dampftraktion bis Mitte der 1960er Jahre beenden wollte, andererseits bis dahin nicht alle Hauptstrecken elektrifiziert sein würden, benötigte sie Diesellokomotiven mit hoher Leistung und großer Zugkraft für schwere Züge auf anspruchsvollen Streckenprofilen. Zwischen 1955 und 1957 beschaffte sie daher 55 dieselelektrische Maschinen der Baureihen CC 65000 und CC 65500. Die Erfahrungen mit diesen Loks mündeten in den Bau der äußerlich einander sehr ähnlichen Baureihen A1AA1A 68000 und BB 67000. Erstere waren einen Meter länger, sechsachsig und ca. 27 Tonnen schwerer. Signifikante Unterschiede waren die Zugheizung und die Art der Motorisierung, dennoch waren die beiden Typen untereinander für den Einsatz in Doppeltraktion verwendbar. Das eigenwillige Design der Maschinen entwarf Paul Arzens. Die Lackierung war stahlblau mit frontseitigen weißen Querstreifen, die anfangs durch Zierleisten betont wurden. Um die dynamische Wirkung zu erhöhen, wurden die Lüftungsgitter an den Seitenflächen asymmetrisch als stilisiertes Pfeilsymbol gestaltet. Von Anfang an erhielten die Maschinen ein drittes Spitzenlicht, das allerdings nur im grenzüberschreitenden Verkehr nach Deutschland und in die Schweiz eingeschaltet wird und bei den meisten Loks durch eine Blindabdeckung ersetzt wurde.

### BB 67000

BB 67063 mit ursprünglichen Zierleisten am Führerstand 1 in Dieppe

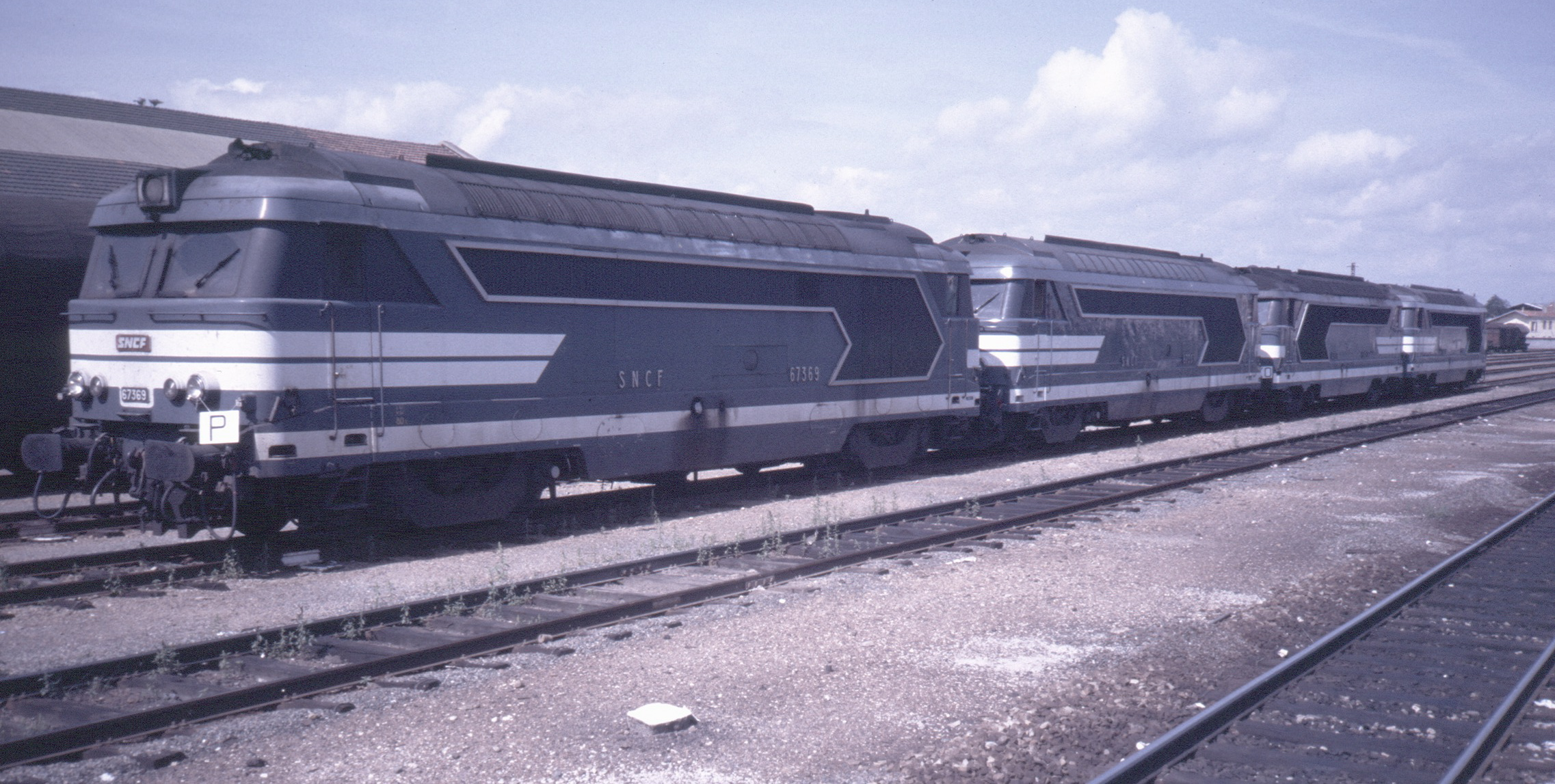
BB 67369 ohne Zierleisten vor weiteren Maschinen in Roanne, 1987

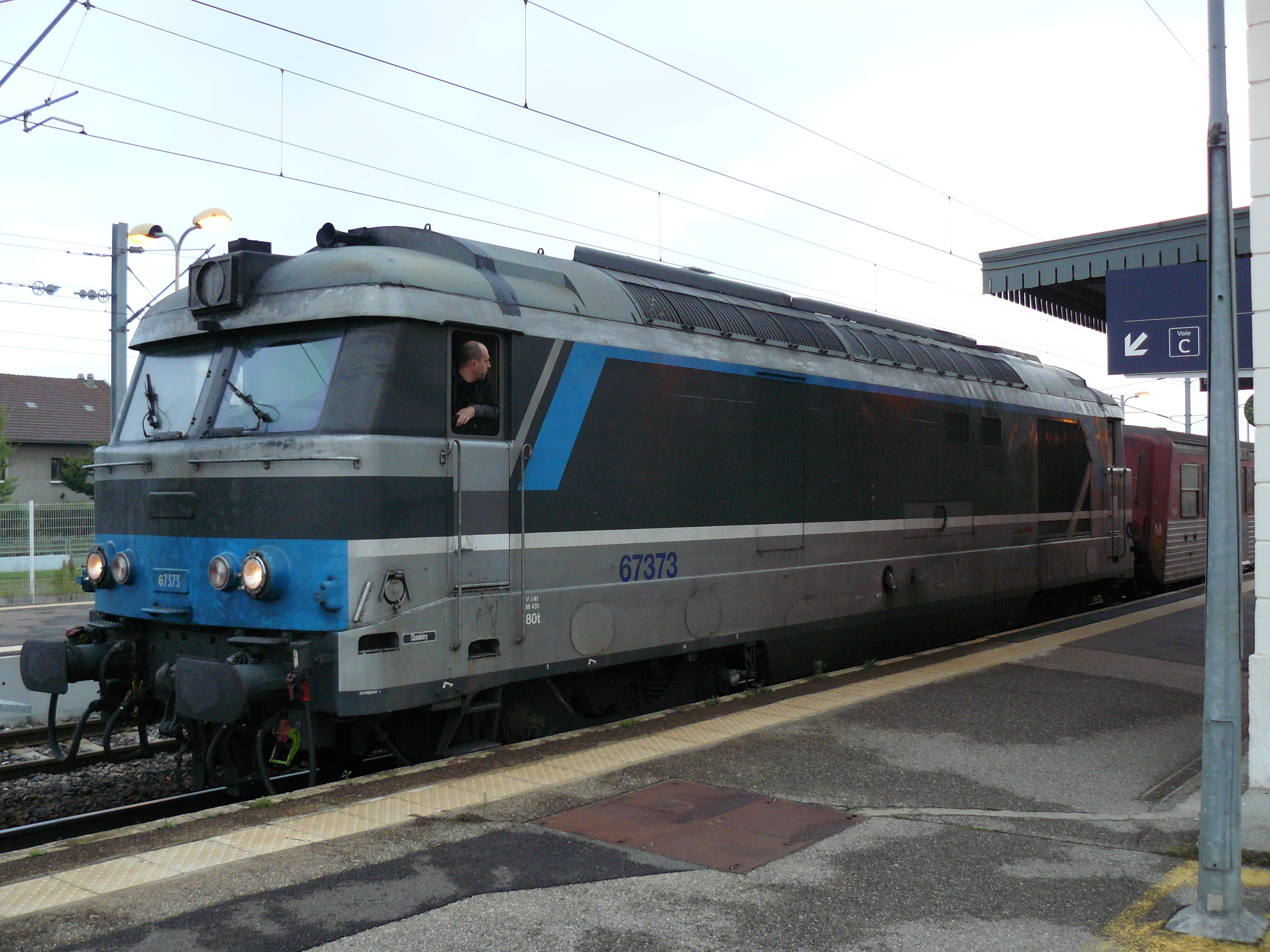
BB 67373, blaue Version der „Multiservices“-Farbgebung, das obere Spitzenlicht ist nicht mehr vorhanden, Grenoble 2009

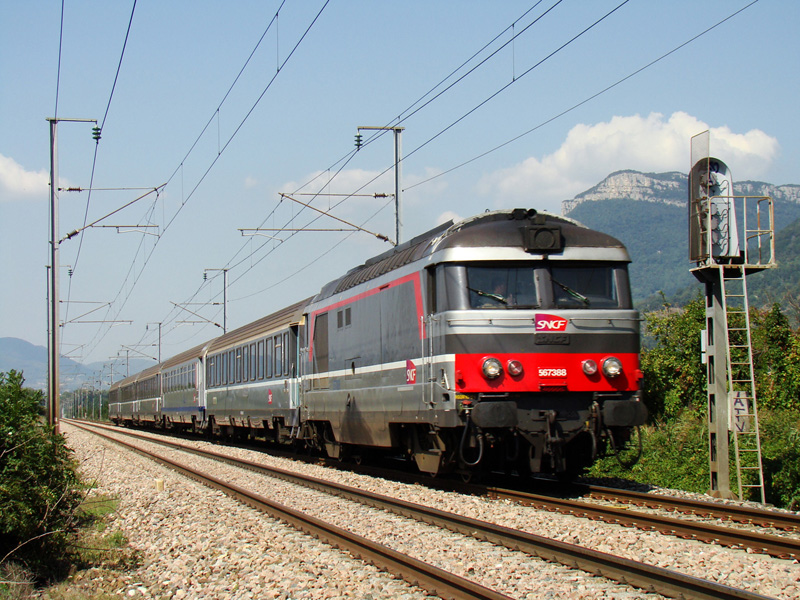
BB 67388, rote Version der „Multiservices“-Lackierung, die der Fahrzeugnummer vorgestellte „5“ zeigt die Zugehörigkeit zu einem regionalen TER-Netz an

Die erste Bauserie der BB 67000 wurde zwischen 1963 und 1968 in Dienst gestellt, sie umfasste die Maschinen 67001 bis 67124. Der Dieselmotor leistete 1472 kW bei 1500/min, der von ihm angetriebene Generator versorgte die beiden zwangsbelüfteten Traktionsmotoren mit 1765 V Gleichstrom. Die Traktionsdauerleistung war 1240 kW. Die Monomotor-Drehgestelle des Typs Y-210 „Jacquemin“ entsprachen weitgehend denen der elektrischen Gleichstromlokomotive BB 9400. Der Antrieb erfolgte über Hohl- und Gelenkwellen, für die Kraftübertragung sorgten niedrig angeordnete Zugstangen. Das Getriebe war bei stehender Lokomotive von 90 km/h (im Güterdienst) auf 135 km/h (im Reisezugverkehr) umschaltbar, der Schnellgang wurde 1975 aber stillgelegt.
Die zu jener Zeit favorisierte Ausführung des Führerstands „Nez cassé“ mit nach vorn geneigten Frontscheiben (vergleiche: CC 72000) fand aus optischen Gründen keine Anwendung. Die abgerundete Kabine wurde aus einer mehrschichtigen Polyesterverbindung gefertigt. Durch gewölbte Scheibenelemente an den Ecken entstand eine optisch durchgehende Glasfront, auf sie wurde ab der BB 67041 zur Vermeidung von seitlichem Störlicht aber verzichtet.
Da die Lokomotiven keine Einrichtung zur Zugheizung aufwiesen, musste im Reisezugverkehr ein Heizwagen mitgeführt werden. Sie erhielten aber durchgehende Dampfleitungen, damit dieser bei Doppeltraktionen zwischen den beiden Loks eingereiht werden konnte. Deshalb wurden sie ab 1975 nur noch im Güterverkehr eingesetzt. Die drei Zierleisten, die  die breite weiße Bauchbinde am Führerstand 1 flankierten und teilten, wurden zugunsten zweier paralleler Streifen entfernt.
Die Lok 67036 wurde 1965 mit einem Drehstromgenerator mit Silizium-Gleichrichter versehen und bekam die neue Nummer 67291. Am Ausgang des Generators erhielt sie einen Parallelabgriff für die elektrische Zugheizung.

### BB 67300
Da sich der Drehstromgenerator der 67291 bewährte, wurden von 1967 bis 1969 70 Maschinen mit dieser Technik ausgeliefert, sie bekamen die Nummern 67301 bis 67370. Darüber hinaus wurden zwischen 1975 und 1979 20 BB 67000 entsprechend umgebaut und erhielten die Nummern 67371 bis 67390. Die Leistung des Dieselmotors konnte auf 1765 kW gesteigert werden; die Traktionsdauerleistung erhöhte sich auf 1525 kW, zudem können mittels Generatorabgriff Reisezüge von der Lok beheizt werden. Das Getriebe ist von 90 km/h auf 135 km/h umschaltbar. Ab 1995 wurden viele Maschinen in die blaue oder rote Version der „Multiservices“-Farbgebung umlackiert. Im Winter 2018/2019 wurden mit den Maschinen 67345 und 67376 die letzten beiden Lokomotiven dieser Baureihe abgestellt. Mit den 67382 und 67305 bleiben zwei 67300 museal erhalten, letztere im Eisenbahnmuseum Mülhausen „Cité du Train“.

### BB 67200

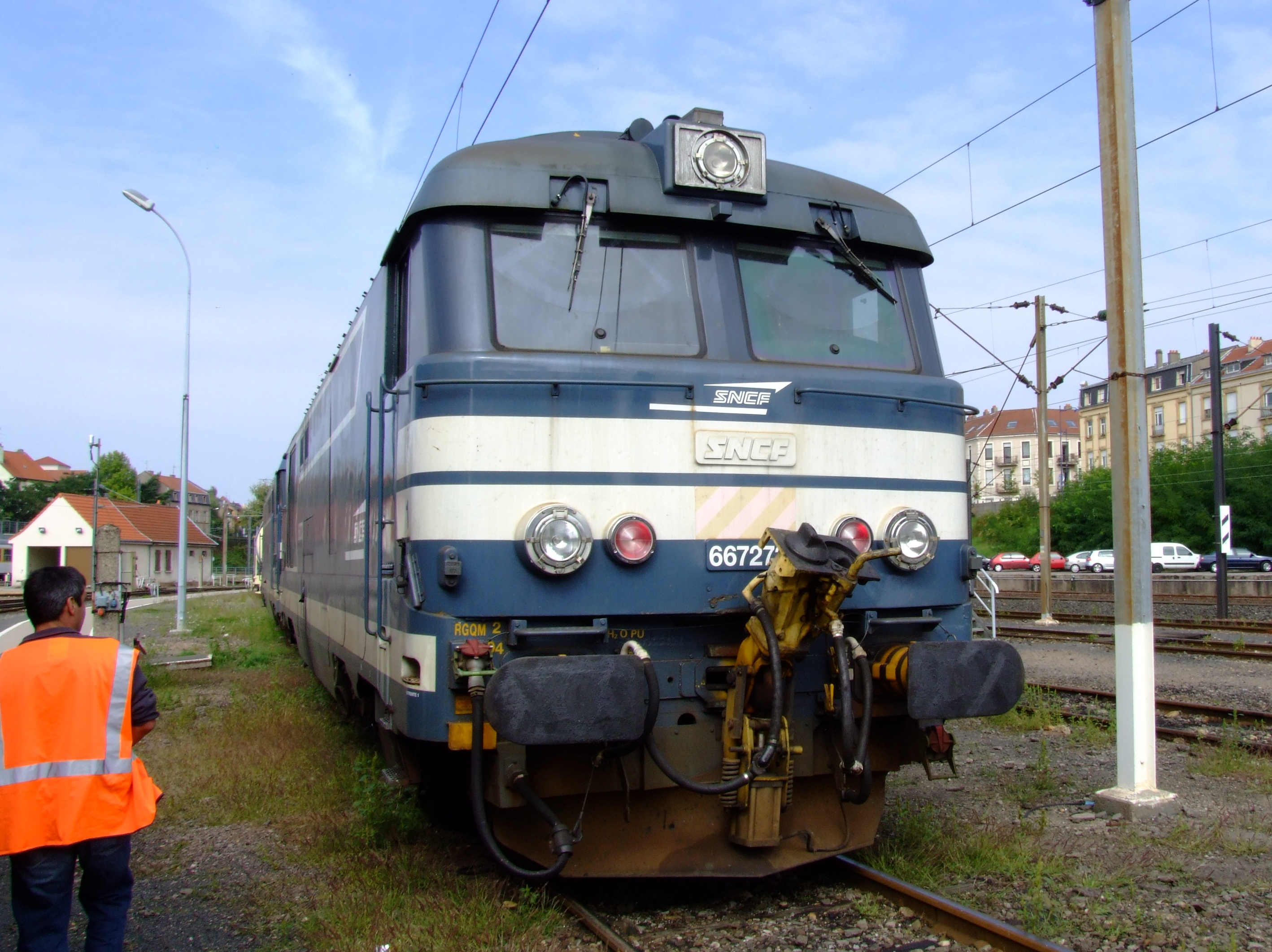
BB 67273 mit verschwenkbarer Scharfenbergkupplung, die vorangestellte „6“ weist auf die Zugehörigkeit zu SNCF Infrastructures (seit 2009: Infrarail) hin

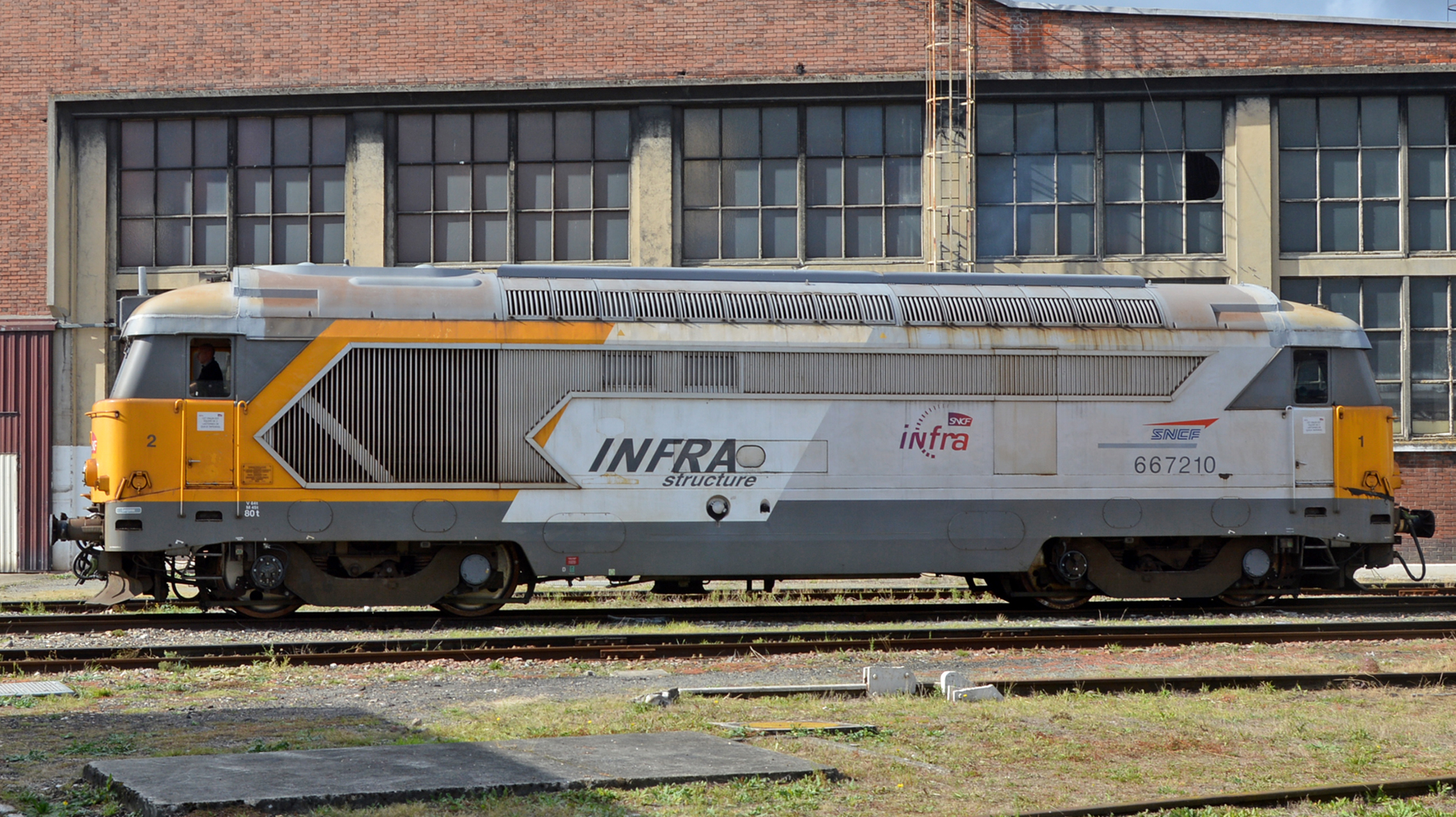
BB 67210 im Infra-Design, 2016

80 Loks der ersten Bauserie wurden zwischen 1980 und 2007 umgebaut, um auf Hochgeschwindigkeitsstrecken für die Streckenunterhaltung sowie als Hilfslokomotiven für liegengebliebene TGV-Züge zu dienen. Sie wurden unter den Nummern 67201 bis 67280 neu eingereiht. Man wählte Maschinen aus, die zur Hauptuntersuchung anstanden, und baute sie in den SNCF-Werkstätten Nevers und Rouen entsprechend um. Sie erhielten das auf der jeweiligen Schnellfahrstrecke angewandte Zugsicherungssystem, die Loks 67231 bis 67238 jeweils am Führerstand 1 eine fest angebrachte Scharfenbergkupplung. Für den Einsatz auf der LGV Nord erhielten die BB 67247 bis 67256 verschwenkbare Scharfenbergkupplungen, die die Verwendung der herkömmlichen Schraubenkupplung weiter zulässt.

## Nachfolger: BB 67400
1967 wurde eine dritte Bauserie bestellt und 232 Lokomotiven zwischen 1969 und 1975 in Betrieb genommen. Sie unterscheidet sich von den Vorgängern in den Drehgestellen, den Bremsen, den Traktionsmotoren und dem nicht mehr umschaltbaren Getriebe. BB 67632 war am 31. Oktober 1975 die letzte an die SNCF ausgelieferte Strecken-Diesellokomotive. Mitte 2016 waren noch 125 dieser Maschinen vorhanden.